# 2011-es jünnani földrengés
Kína délnyugati Jünnan (Yunnan) tartományában, Jingcsiang (Yingjiang) megyében 2011. március 10-én 5,4-es erősségű földrengés következett be. A rengés epicentruma Tali (Dali) várostól 225 kilométerre nyugatra volt, a főrengést 10 percen belül három, 4,7-es erősséget is elérő utórengés kísérte.
A rengés a mianmari határhoz közel következett be, pekingi idő szerint délután egy óra körül. 18 ezer ház összedőlt, ötvenezer megrongálódott.[forrás?] A halálos áldozatok száma 25, és legalább 250-en megsérültek.
400 katonát vezényeltek a helyszínre, akik a mentésben és a károk enyhítésében segédkeztek. Segélyszállítmányok érkeztek körülbelül 8000 sátorral, takaróval, ruhákkal. A romok alól 35 embert mentettek ki.[forrás?]